# Темис Базака
Темис Базака (на гръцки: Θέμις Μπαζάκα) е известна гръцка филмова, телевизионна и театрална актриса.

## Биография
Родена е на 3 март 1957 година в големия македонски град Солун, Гърция. По произход е от мегленското село Костурени. Завършва театралната школа към Държавния театър на Северна Гърция. От 1980 година се появява в редица знаменитии филми. Участва в редица телевизионни сериали, както и в театрални постановки. Награждавана е три пъти на Международния кинофестивал в Солун, включително с най-добра женска роля за ролята си на Елени Ифанди във филма „Петрина Хроня“ (Πέτρινα Χρόνια, Каменни години), за която роля печели също така специална награда на Межународния кинофестивал във Венеция.

## Филмография
Сред по-известните ѝ филми са:
- Παραγγελιά! (1980)
- Ρεμπέτικο (1985)
- Πέτρινα Χρόνια (1985)
- Ήσυχες μέρες του Αυγούστου (1991)
- Ακροπόλ (1996)
- Ο Ηλίας του 16ου (2008)
- Αν... (2012)